# Cantonul Le Pecq
Cantonul Le Pecq este un canton din arondismentul Saint-Germain-en-Laye, departamentul Yvelines, regiunea Île-de-France , Franța.

## Comune
- Fourqueux : 4161 locuitori
- Le Pecq : 16.318 locuitori (reședință)
- Mareil-Marly : 3180 locuitori